# 吳錕
吳錕，江西南昌人，清朝政治人物。同进士出身。
康熙六十年，登辛丑科进士，曾任福建福清县知县。